# آرتور استون
آرتور استون (انگلیسی: Arthur Stone؛ ‏ ۲۸ نوامبر ۱۸۸۳ – ۴ سپتامبر ۱۹۴۰) بازیگر اهل ایالات متحده آمریکا بود. وی بین سال‌های ۱۹۲۴ تا ۱۹۳۸ میلادی فعالیت می‌کرد.
از فیلم‌ها یا برنامه‌های تلویزیونی که وی در آن نقش داشته‌است می‌توان به پتنت لتر کید، فریاد دوردست، شب سال نو، آدم‌های ناجور، خیلی بزرگ، پرندگان عشق، خشم (فیلم ۱۹۳۶)، برادر شیطان، مرد بد و بچه آریزونا اشاره کرد.